# Ciel d'hiver
Ciel d'hiver est une œuvre orchestrale de la compositrice Kaija Saariaho écrite en 2013.

## Contexte et création
Ciel d'hiver est un l'arrangement du deuxième mouvement de la pièce Orion. Il s'agit d'une commande de Musique Nouvelle en Liberté. L'œuvre est créée le 7 avril 2014 au Théâtre du Châtelet par l'Orchestre Lamoureux sous la direction de Fayçal Karoui.

## Orchestration
| Instrumentation de Ciel d'hiver                                                  |
| Bois                                                                             |
| 2 flûtes, piccolo, 2 hautbois, 2 clarinettes en si , 2 bassons, contrebasson     |
| Cuivres                                                                          |
| 4 cors en fa, 3 trompettes en ut, 3 trombones, tuba                              |
| Percussions                                                                      |
| timbales, 2 percussionnistes                                                     |
| Claviers / cordes pincées                                                        |
| Piano, harpe, célesta                                                            |
| Cordes                                                                           |
| 12 Premiers violons, 10 seconds violons, 8 altos, 6 violoncelles, 4 contrebasses |